# Francières (Somme)
Francières település Franciaországban, Somme megyében. Lakosainak száma 172 fő (2022. január 1.). Francières Ailly-le-Haut-Clocher, Bellancourt, Buigny-l’Abbé, Cocquerel és Pont-Remy községekkel határos.

## Népesség
A település népességének változása:
| Lakosok száma | 201  | 202  | 207  | 194  | 188  | 182  | 178  | 174  | 172  |
|               | 2013 | 2015 | 2016 | 2017 | 2018 | 2019 | 2020 | 2021 | 2022 |